# Ardenas
As Ardenas (em francês: Ardennes) é uma região de colinas montanhosas partilhada principalmente pela Bélgica e Luxemburgo, mas estende-se também à França onde dá o nome ao departamento de Ardenas.

## Geografia
Esta formação de colinas faz parte de um maciço xistoso no qual a região alemã de Eifel também se insere, embora sejam consideradas duas regiões distintas. É uma zona altamente florestada com colinas entre os 350 e os 500 metros de altitude, tendo o seu ponto mais alto nos "Altos Fanhos" (Hautes Fagnes) na província belga de Liège, onde atinge os 694 metros de altitude. A região caracteriza-se também, por ravinas e rios tumultuosos, de entre os quais se destaca o rio Mosa.
As cidades principais desta região são Liège e Namur, ambas banhadas pelo Mosa.

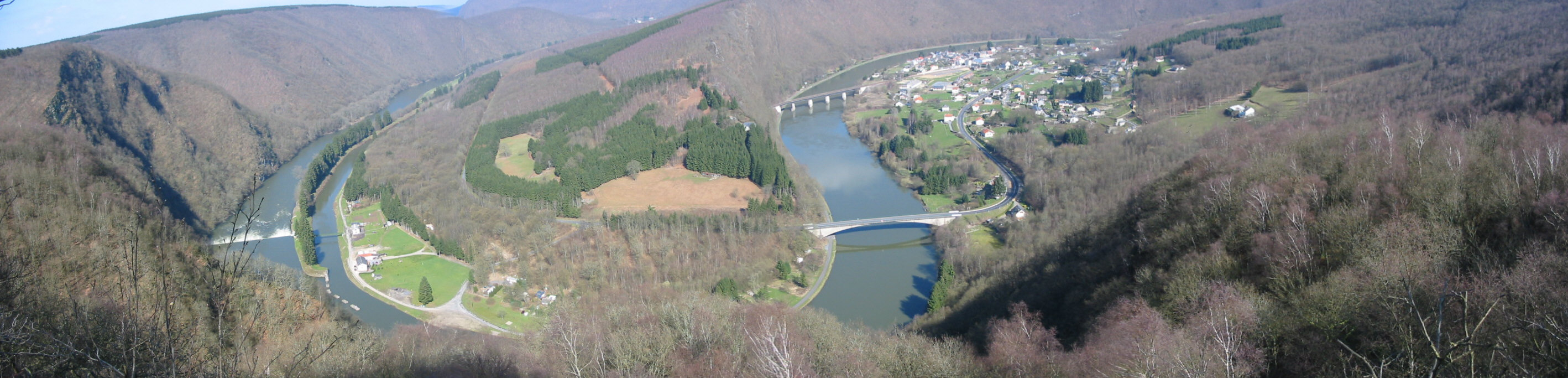
Vista do Rio Mosa, na parte francesa de Ardenas

## História
Arduenna é o nome, provavelmente de origem céltica, uma floresta localizada e em torno do maciço das Ardenas (bem como uma deusa celta, Arduinna), citado por Júlio César e Estrabão. Alguns autores modernos defendem a cor preta como significado (do céltico Ar'Den, que significa "a escura").
O nome Ardenas advém da designação antiga Arduenna Silva da floresta dos tempos romanos que se prolongava desde o rio Sambre na Bélgica até ao rio Reno na Alemanha. A sua localização estratégica tornou-a um campo de batalha frequente para as potências europeias através dos séculos.
No século XX, as Ardenas foram consideradas território pouco propício para manobras militares devido ao seu terreno acidentado e densidade florestal. Contudo, foram o percurso preferido pelos alemães quer na Primeira, quer na Segunda Guerra Mundial, para rapidamente atingir pontos mais fracos da defesa francesa. As Ardenas foram palco de grandes batalhas como: 
- Batalha das Ardenas - Primeira Guerra Mundial, (21-23 de agosto de 1914)
- Batalha de França - Segunda Guerra Mundial (10 de maio - 22 de junho de 1940)
- Batalha do Bulge - Segunda Guerra Mundial (16 de dezembro de 1944 - 30 de janeiro de 1945)

## Economia
O relevo do terreno limita bastante a atividade agrícola, pelo que o setor primário da região baseia-se na exploração de algumas áreas férteis e da pecuária. As extensas florestas geram grande quantidade e variedade de espécies de caça selvagens.
A região é rica em madeira e minério, tendo à custa disso a industrialização florescido nas cidade de Liège e de Namur.
Por ser uma região natural com belas paisagens - a mais alta região da Bélgica - é destino de férias relevante e palco apetecível para actividades de exterior tais como caça, caminhadas, ciclismo, canoagem e, no Inverno, ski.

## Comunas
- Autry
- Avaux